# حوزه انتخابیه پنجاه‌وسوم کالیفرنیا
حوزه انتخابیه پنجاه‌وسوم کالیفرنیا یک حوزه انتخابیه مجلس نمایندگان آمریکا است که در ایالت کالیفرنیا قرار دارد.